# Syndicat dominiquais
Le Dominica Trade Union (DTU, (fr) : Syndicat dominiquais) est une confédération syndicale de la Dominique fondée le 11 janvier 1945 par Emmanuel Christopher Loblack (en). Elle compte actuellement 820 membres et est affiliée à la Confédération syndicale internationale. 

## Historique
À l'occasion du passage de la Commission royale sur les Indes occidentales dirigé par le baron Moyne ou Moyne Commission, Walter Citrine qui en est membre incite les travailleurs dominiquais à fonder des syndicats. Emmanuel Christopher Loblack, Ralph Nicholls et Austin Winston fondent alors le Dominica Trade Union (DTU) le  11 janvier 1945 .
Le syndicat se développe rapidement et compte vingt-six branches en six mois. Peu de temps après la fonction, Loblack remplace Nicholls à la présidence du DTU. Il parvient à changer le nombre d'heures de travail pour les ouvriers agricoles et les domestiques et à organiser les dockers. Il achète aussi son siège à Roseau, qui devient rapidement un haut lieu de parole libre et des cours du soir y sont mis en place avec des enseignants payés par le gouvernement. En 1949, Emmanuel Christopher Loblack représente le DTU à la Conférence de Londres qui fonde la Confédération internationale des syndicats libres. 
Une des principales actions du DTU est la défense des petits paysans qui risquaient à tout moment d'être renvoyé des terres qu'ils exploitaient par les propriétaires, cette lutte abouti au Agricultural Small Tenancies Act de 1953, qui protège leurs droits.
Cependant de nombreux conflits émaille la vie du DTU. En 1957, Emmanuel Christopher Loblack est démissionné de son poste. En décembre 1960, Frederick Joseph, un ancien permanent, fonde le Dominica Banana Employees Assiciation qui va rapidement se transformer en un syndicat généraliste, le Dominica Amalgamated Workers' Union. En janvier 1965, les dockers et travailleurs du port quittent le DTU pour former le Waterfront and Allied Workers' Union sous la direction de Patrick John.